# Штаймбке
Штаймбке (нем. Steimbke) — община в Германии, в земле Нижняя Саксония.
Входит в состав района Ниэнбург-на-Везере. Подчиняется управлению Штаймбке. Население составляет 2450 человек (на 31 декабря 2010 года). Занимает площадь 63,06 км².
| Год  | Население |
| ---- | --------- |
| 1990 | 2188      |
| 1995 | 2386      |
| 2000 | 2446      |
| 2005 | 2517      |
| 2010 | 2450      |